# Vojenský pozorovatel
Vojenský pozorovatel (MILOB, UNMO) je příslušník mírové mise mezinárodní vládní organizace, jehož charakteristika a hlavní úkoly závisí na mandátu a charakteru konkrétní operace.

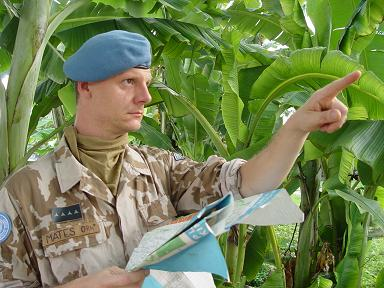
Vojenský pozorovatel OSN, příslušník AČR

Zpravidla jde o člena mnohonárodní jednotky působící v rámci vojenské části mírové mise.
Nejčastějším úkolem vojenského pozorovatele je monitorování politické, vojenské a bezpečnostní situace v oblasti ozbrojeného konfliktu (Seznam mírových operací OSN). K dalším povinnostem obvykle patří pravidelné patrolování, získávání informací nejrůznějšího charakteru, a jejich předávání formou pravidelných hlášení. Základní zásadou práce vojenského pozorovatele je jeho absolutní nestrannost a aktivní přístup při zprostředkování řešení sporů mírovou cestou, přičemž je nutná aktivní spolupráce s vládními i nevládními humanitárními organizacemi působícími v místě působení. Na rozdíl od příslušníků ozbrojených složek mírových misí ale pozorovatel většinou nemá pravomoc přímo do konfliktu zasahovat. Pro zachování míru v krizové oblasti má velký význam i prostá přítomnost „vozidla s modrým praporem“, kterou místní obyvatelstvo často chápe jako konkrétní doklad mezinárodního zájmu o další mírový vývoj a určitou záruku bezpečnosti.
V České republice musí být vojenský pozorovatel příslušníkem Armády České republiky (ve výjimečných případech příslušníkem Policie ČR) v činné službě [zdroj?].
Jedním z rozhodujících požadavků pro výkon funkce vojenského pozorovatele je odborná a jazyková způsobilost, potřebná vojenská praxe, dobrý fyzický a psychický zdravotní stav a morální bezúhonnost. Pro výcvik vojenských pozorovatelů jsou v rámci Armády České republiky organizovány příslušné odborné kurzy a vojáci jsou vysíláni i do obdobných kurzů pořádaných v zahraničí. Náplň speciálního kurzu vojenských pozorovatelů je kromě teoretické části tvořena i náročným praktickým výcvikem, kdy musí absolvent získat potřebné návyky a dovednosti pro práci a přežití i ve velmi složitých podmínkách.